# Riben bukvar
A Bukvar sz razlicsni poucsenija (bolgárul: Буквар с различни поучения), népszerű nevén Riben bukvar (Рибен буквар; „Halas ábécé”) a bolgár felvilágosodás korában, 1824-ben kiadott könyv, az első bolgár nyelvű tankönyv és az első bolgár nyelven íródott, nem vallási tartalmú könyv. Petar Beron (Петър Берон, 1799?–1871) írta és Vaszil Aprilov (1789–1847) 1835-ben megnyitott iskolájában, az első bolgár világi iskolában kezdtek el használni. A 141 oldalas műben természettudományos adatok, nyelvtan, közmondások, állatmesék és képes illusztrációk is szerepeltek. A gyerekek mellett a felnőttek is szívesen lapozgatták. A könyv a nép nyelvét tükrözte, keleti nyelvjárásban íródott, ami a modern bolgár irodalmi nyelv alapja lett, azon egyszerű okból kifolyólag, hogy az ország keleti fele gazdasági és kulturális szempontból is fejlettebb volt. Beron és Aprilov is a tanítóképzés bevezetését szorgalmazta, Beron pedig áthidaló módszernek a Bell–Lancaster-féle kölcsönös tanítást javasolta, melyet Aprilov iskolája el is kezdett alkalmazni.

## Háttere
Beron tisztában volt a nyugati iskolarendszerek működésével, ráadásul az oszmán Bulgária területén ebben az időszakban egyre több szekuláris iskola nyílt. A 18. század végéig az iskolák többségét kolostorok üzemeltették, jobbára vallásos tantárgyakat oktattak, a hóráskönyvet, a zsoltároskönyvet és a Bibliát. Az oktatás óegyházi szláv nyelven vagy görög nyelven folyt, ami megnehezítette a tanulást a nem egyházidiákok számára. Peron éppen ezért a Bukvart gyermek-enciklopédiának szánta, mely tudományos elméleteket is tanít. Kronstadtban (ma Brassó) adták ki.

## Leírása
A könyv alapvető információval szolgál a nyelvről, a vallásról, a retorikáról, állatmeséket is tartalmaz, valamint történelmi események leírását, növényeket és állatokat, de matematikai alapokat is oktat. Az állatok egy részéhez illusztrációk is tartoznak. A könyv a becenevét, a „halas ábécét” az eredeti kiadás hátoldalán szereplő bálnáról kapta (bár a bálna emlős, nem hal). 